# Opel RAK e
L’Opel RAK e est un concept car biplace entièrement électrique du constructeur automobile allemand Opel.

## Description
La RAK e a été présentée pour la première fois au public au 64ème Salon de l'automobile de Francfort en 2011. Le nom RAK e fait référence à l’Opel RAK2 de 1928 propulsée par fusée. Le véhicule a été développé et conçu en collaboration avec KISKA, les concepteurs de la KTM X-Bow.
La particularité de ce véhicule est le capot du cockpit, qui sert également de porte d’entrée et de sortie et qui s’ouvre et se ferme automatiquement. En revanche, l’essieu arrière est nettement plus court que l’essieu avant : grâce à cet essieu arrière court, les deux roues arrière sont si proches l’une de l’autre que la RAK e peut presque être décrite comme un trois-roues.